# Tiều Thục
Tiều Thục (giản thể: 谯蜀; phồn thể: 譙蜀; bính âm: Qiáo shǔ), cũng gọi là Tây Thục (西蜀), Hậu Thục (後蜀), là một chính quyền do một người Hán tên là Tiều Túng thành lập vào thời Ngũ Hồ thập lục quốc trong lịch sử Trung Quốc, tuy nhiên, Tiếu Thục không được tính là một trong thập lục quốc. Lãnh địa của nước Tiếu Thục bao phủ phạm vi của bồn địa Tứ Xuyên.
Năm Nghị Hy thứ 1 (405) dưới thời trị vì của Tấn An Đế, quân đội Ích châu (益州, nay là Tứ Xuyên và Trùng Khánh) thụ mệnh tiến về phía đông để thảo phạt Giang Lăng, nơi cháu trai của Hoàn Huyền là Hoàn Chân (桓振) đã chiếm được và tiếp tục phản kháng triều đình Đông Tấn. Tuy nhiên, do quân đội Ích Châu không muốn thực hiện chiến dịch đường dài này nên đã phát sinh binh biến, quân biến loạn đã ép buộc Tiều Túng phải nhậm chức thủ lĩnh, về sau đánh chiếm Thành Đô, Tiếu Túng xưng là Thành Đô vương, kiến lập nên nước Tiều Thục.
Tiều Thục ban đầu không có đầy đủ điều kiện để lập quốc, có thể độc lập được là do trung du Trường Giang bấy giờ đang biến loạn, khả năng khống chế của triều đình Đông Tấn đối với vùng thượng du Trường Giang vì thế bị suy giảm. Quân thần Tiếu Thục hoàn toàn hiểu được điều này, vì thế vào năm 407 Tiếu Thục đã tự xin trở thành phiên thuộc của Hậu Tần. Năm 408, Đông Tấn tấn công Tiếu Thục, nhưng do nhận được viện trợ của Hậu Tần lại cộng thêm quân Đông Tấn hết quân lương nên Tiều Thục đã có được chiến thắng. Năm 409, Thiên vương Diêu Hưng của Hậu Tần phong cho Tiều Túng là "Thục vương".
Năm 413, Đông Tấn sau một số năm chuẩn bị, thái úy Lưu Dụ đã ủy thác cho Chu Linh Thạch (朱齡石) tái tấn công Tiếu Thục, quân Thục do đoán sai đường tấn công của Đông Tấn nên đã thua trận, Thành Đô bị chiếm, còn Tiều Túng sau đó tự sát. Tiều Thục diệt vong.